# Rodenkampgraben
Der Rodenkampgraben ist ein Nebengewässer des Raakmoorgrabens in Hamburg-Langenhorn und Hamburg-Fuhlsbüttel.
Der Graben hat seinen Vorfluter im Raakmoorgraben und beginnt auf dem Hamburger Flughafen. Von dort verläuft er Richtung Norden und unterquert die B447. Er verläuft weiter an der Straße Kniep, bevor er nach Süden abknickt und an der Flughafenstraße durch ein Wasserbecken wieder in den Raakmoorgraben mündet.